# Seznam památných stromů v okrese Praha-západ
Toto je seznam památných stromů v okrese Praha-západ, v němž jsou uvedeny památné stromy na území okresu Praha-západ.
| Název                              | Obrázek | Umístění                                                | Druh                         | Obvod [v cm]       | Kód wikidata     | Galerie                                                                                | Poznámka |
| ---------------------------------- | ------- | ------------------------------------------------------- | ---------------------------- | ------------------ | ---------------- | -------------------------------------------------------------------------------------- | --- |
| Dub u Buše                         |         | Buš 49°48′4″ s. š., 14°22′32″ v. d.                     | dub letní                    | 330                | 103553 Q26788621 | Kategorie „Dub u Buše“ na Wikimedia Commons                                            | Roste západně od obce u polní cesty na hranici pole a louky. V roce 2014 solitérní jedinec s nízkým kmenem a široce rozloženou korunou, v úžlabí jedné z kosterních větví velká dutina sahající do kmene i výše do kosterní větve, zakrytá stříškou (již nefunkční). V roce 2019 stav nezměněn včetně stříšky. |
| Lípa v Buši †                      |         | Buš                                                     | lípa malolistá               | 362                | 103554           |                                                                                        | U silnice Buš–Čím v zahradě u stodoly. V současné době už tu chráněný strom není, podle pamětníků uhynul někdy kolem roku 1975. |
| Cedr v Černošicích                 |         | Černošice 49°57′26″ s. š., 14°19′6″ v. d.               | cedr libanonský              | 340                | 103583 Q26788647 | Kategorie „Cedr v Černošicích“ na Wikimedia Commons                                    | Roste v obci v zahradě u čp. 287 v ulici V Mýtě. Má hustou, válcovitou korunu. Strom je označen chybně jako C. atlantica. Při bouři došlo k ulomení dvou hlavních větví ve vrchní části koruny. Ve kmenu je cca 4 až 5 metrů dlouhá rána v kůře, způsobená zásahem blesku v předešlých letech. Tato rána se zaceluje hojivým pletivem. V současné době je toto poškození na různých místech ještě o šíři 10-30cm. Strom je v dobré kondici, hlavní větve neprosychají a vykazují dobré, pravidelné přírůstky. Proschlejší je jen několik málo vedlejších větví a to zejména nad komunikací. Dřevina se velmi mírně naklání směrem nad komunikací. |
| Jilm v Černošicích                 |         | Černošice 49°58′0″ s. š., 14°20′21″ v. d.               | jilm habrolistý              | 382                | 103552 Q26788620 | Kategorie „Jilm v Černošicích“ na Wikimedia Commons                                    | Na levém břehu Berounky na konci chatové oblasti Na Vírku, směrem k Radotínu. Má větší dutinu viditelnou při pohledu od chatové osady. Ta byla pravděpodobně řádně ošetřena, zarůstá hojivým balem, na dně dutiny se však drží voda a listí, které napomáhají k vyhnívání kmenu. Celkový zdravotní stav je dobrý, přiměřený stáří dřeviny. Kosterní větve neprosychají, založené pupeny. |
| Lípa Na Vráži †                    |         | Černošice                                               | lípa                         | 628                |                  |                                                                                        | Strom, který stál na území dnešních Černošic v oblasti zvané Na Vráži; strom zanikl kolem roku 1930. |
| Švehlova lípa                      |         | Černošice 49°56′57″ s. š., 14°18′54″ v. d.              | lípa                         | 0                  |                  |                                                                                        | významný strom, který byl 21. dubna 1935 vysazen na počest ministerského předsedy Antonína Švehly. |
| Jinan v Červeném Újezdě            |         | Červený Újezd 50°4′15″ s. š., 14°10′1″ v. d.            | jinan dvoulaločný            | 175                | 103582 Q26788646 |                                                                                        | Památný strom roste na dvoře statku. Má mírně šikmý kmen, širokou korunu, spodní větve jsou odřezány. V roce 2016 zdravý, dvě kosterní větve s tlakovým větvením. |
| Lípa v Hájku                       |         | Červený Újezd 50°4′6″ s. š., 14°11′18″ v. d.            | lípa malolistá               | 291                | 103551 Q26788619 |                                                                                        | Na dvoře bývalého statku u kláštera Hájek. Strom s rovnoměrně zavětvenou, kulovitou korunou sahající až k zemi. V roce 2000 proveden zdravotní a prosvětlovací řez, redukční řez, odstranění výmladků a ošetření a zastřešení úžlabí. |
| Dub u Čisovic                      |         | Čisovice 49°51′13″ s. š., 14°18′22″ v. d.               | dub letní                    | 457                | 105590 Q26790166 |                                                                                        | Jihozápadně od obce na louce při přítoku od Zahořanského potoka do rybníka Bouškováku v Čisovicích. V roce 2019 solitérní strom se širokou korunou, rána od blesku sahající od vyšších pater koruny až k patě kmene, zde dřevo v ráně začíná trouchnivět, vitalita velmi dobrá. |
| Tis v Čisovicích                   |         | Čisovice 49°51′48″ s. š., 14°18′54″ v. d.               | tis červený                  | 130                | 103581 Q26788645 |                                                                                        | Památný tis roste u budovy kulturního domu. Tis je zavětvený až k zemi. Pohlaví samčí. Strom roste těsně u zdi domu, koruna jednostranná, rozložená do šířky, je zakrácen do výšky okapu. V roce 2019 odříznuta jedna z kosterních větví. |
| Dub u Davle †                      |         | Davle 49°52′48″ s. š., 14°24′1″ v. d.                   | dub letní                    | 399                | 103580 Q26788644 |                                                                                        | Roste na u chatové osady pod tratí v ulici Pikovická. Kolem vede cyklistická trasa 8199. V roce 2016 vyvětvený kmen, rozložitá koruna ve větší míře proschlá, kolem stromu zpevněný svah k chatě, stav se zhoršuje. V roce 2020 silně ořezán, zřejmě již suchý. Z původního stromu se dochovalo pouze torzo. Ochrana byla zrušena 04.03.2024. |
| Lípa na Hůvě                       |         | Dobrovíz 50°6′47″ s. š., 14°13′48″ v. d.                | lípa malolistá               | 227                | 106272 Q73601893 |                                                                                        | Solitérní lípa rostoucí u kapličky Panny Marie. Strom byl zasazen na podzim roku 1918 jako památka na den vzniku samostatného Československa. |
| Dub U Dubu                         |         | Dobřichovice 49°55′23″ s. š., 14°17′15″ v. d.           | dub letní                    | 310                | 103522 Q26788585 | Kategorie „Dub U Dubu“ na Wikimedia Commons                                            | Orientační strom na křižovatce lesních cest v lese v pokračování ulice K Dubu. Na stromě zavěšeny dva svaté obrázky a orientační tabule záchranné služby. |
| Dub v Dobřichovicích               |         | Dobřichovice 49°55′27″ s. š., 14°16′56″ v. d.           | dub letní                    | 450                | 103550 Q26788618 |                                                                                        | Bývalá Prušákovic zahrada, v rokli |
| Lípa v Dobřichovicích              |         | Dobřichovice 49°55′28″ s. š., 14°17′ v. d.              | lípa malolistá               | 300                | 105044 Q26789637 | Kategorie „Lípa v Dobřichovicích“ na Wikimedia Commons                                 | V bývalé Prušákovic zahradě v Dobřichovicích. Kmen se přibližně ve 4 m rozdvojuje. Dřevina v dobrém stavu, nejsou viditelné žádné známky poškození. |
| Svatojánská lípa                   |         | Dobřichovice 49°55′34″ s. š., 14°16′30″ v. d.           | lípa malolistá               | 478                | 103579 Q12057340 | Kategorie „Svatojánská lípa (Dobřichovice)“ na Wikimedia Commons                       | Na Křižovnickém náměstí u sochy sv. Jana Nepomuckého poblíž Berounky. Okolo vede zeleně značená turistická stezka a cyklistická trasa 3. Strom byl vysazen v roce 1729. V roce 2004 zdravotní stav velmi dobrý, prostředí upraveno. Strom je udržovaný, řezné rány jsou ošetřeny, hojí se. Dobré přírůstky. Lípy byly na místě původně čtyři. |
| Lípa v Dolních Jirčanech †         |         | Dolní Jirčany 49°56′53″ s. š., 14°31′9″ v. d.           | lípa malolistá               | 354                | 103572           | Kategorie „Lípa v Dolních Jirčanech“ na Wikimedia Commons                              | Památný strom rostl na hřbitově před vchodem do kostela svatého Václava. Strom pokácen v roce 2013 z bezpečnostních důvodů. Jeho kořeny narušovaly statiku kostela. Ochrana zrušena 29. dubna 2013. |
| Masarykova lípa v Drahelčicích     |         | Drahelčice 50°1′52″ s. š., 14°11′56″ v. d.              | lípa malolistá               | 313                | 105933 Q26790548 | Kategorie „Masarykova lípa v Drahelčicích“ na Wikimedia Commons                        | Na křižovatce místní komunikace a polní cesty na travnaté mohyle, která je spojována s pobytem francouzských vojsk v letech 1741-1743. Na počest 86. narozenin prezidenta Osvoboditele byla pojmenována 3. března 1936 lípou Masarykovou. |
| Dub v Horoměřicích                 |         | Horoměřice 50°8′8″ s. š., 14°20′20″ v. d.               | dub letní                    | 254                | 103549 Q26788617 |                                                                                        | Téměř u země se strom dělí na tři hlavní kmeny jejichž obvody byly v roce 2009 364, 280 a 254 cm. |
| Lípa v Hostěradicích               |         | Hostěradice 49°51′33″ s. š., 14°29′37″ v. d.            | lípa malolistá               | 368                | 103548 Q26788616 |                                                                                        | U křížku u cesty ke hřbitovu. V roce 2019 široká pravidelná koruna, poněkud zahuštěná, cca v 1/3 výšky stromu se kmen dělí na dvě kosterní větve. Na kmeni a zejména při patě kmene hustý obrost výmladků, v sousedství pařez po druhé lípě, která zde ještě v době vyhlášení byla. |
| Hostivická lípa                    |         | Hostivice 50°4′59″ s. š., 14°15′40″ v. d.               | lípa malolistá               | 365                | 103577 Q26788643 | Kategorie „Hostivická lípa“ na Wikimedia Commons                                       | V Jiráskově ulici u čp. 129 u nádraží. V 1997 instalována nová bezpečnostní vazba, proveden zdravotní řez. V roce 2000 bezpečnostní řez, v roce 2004 redukční řez. |
| Lípy v Hostivicích                 |         | Hostivice 50°4′50″ s. š., 14°15′27″ v. d.               | lípa malolistá (2)           | 343,225            | 103547 Q26780367 | Kategorie „Lípy v Hostivicích“ na Wikimedia Commons                                    | Dvě památné lípy na Husově náměstí, po stranách schodiště ke kostelu. V roce 1997 proveden bezpečnostní řez, zakrytí dutin a konzervace. V roce 2000 řez a konzervace. V roce 2003 útlejšímu stromu chyběla část koruny. |
| Lípa Na Průhoně                    |         | Hradištko pod Medníkem 49°52′30″ s. š., 14°26′14″ v. d. | lípa malolistá               | 241                | 106492           |                                                                                        | V místě protnutí ulic Na Průhoně a Na Schodech. |
| Babyka na Hradištku †              |         | Hradištko pod Medníkem 49°51′46″ s. š., 14°25′21″ v. d. | javor babyka                 | 354                | 103576 Q26788641 |                                                                                        | V zahradě hájovny. V roce 1994 odlomena hlavní větev na bázi kmene. Solitérní strom, dvoják, tenčí větve až ve 4 metrech. Část stromu je odlomená i s kmenem, ten je zcela dutý. Ochrana zrušena v roce 2018. |
| Buk na Včelním Hrádku              |         | Jílové u Prahy 49°52′35″ s. š., 14°29′35″ v. d.         | buk lesní-červenolistý       | 283                | 103546 Q26788614 | Kategorie „Buk na Včelním Hrádku“ na Wikimedia Commons                                 | Strom roste v bývalém parku u Včelního Hrádku. V roce 2004 zdravotní stav stromu dobrý, kmeni bez výraznějších mechanických poškození, koruna neprosychala. V roce 2019 koruna díky zápoji vyvinutá až v horní třetině celkové výšky kde se kmen dělí na dvě kosterní větve (tlakové větvení), široké náběhy, na kmeni jizvy po odpadlých větvích. |
| Dub u náměstí                      |         | Jílové u Prahy 49°53′44″ s. š., 14°29′39″ v. d.         | dub letní (sloupovitý zlatý) | 373                | 103544 Q26788611 | Kategorie „Dub u náměstí (Jílové u Prahy, zahrada domu č. p. 29)“ na Wikimedia Commons | Roste u kamenné zdi zahrady domu čp. 29 na Masarykově nám. V roce 2004 na kmeni bez výraznějších poškození, v koruně suché větve jen ojediněle, kmen v dolní partii vyvětven do 7 metrů, zdravotní stav dobrý. |
| Dub v Jílovém                      |         | Jílové u Prahy 49°53′40″ s. š., 14°29′36″ v. d.         | dub letní                    | 319                | 103545 Q26788612 | Kategorie „Dub v Jílovém u Prahy“ na Wikimedia Commons                                 | Strom roste v centrálním parku na náměstí. V roce 2004 na kmeni bez mechanického poškození, koruna je pravidelná, výrazněji neprosychá. |
| Jírovec u Včelního Hrádku          |         | Jílové u Prahy 49°52′34″ s. š., 14°29′31″ v. d.         | jírovec maďal                | 366                | 103543 Q26788609 | Kategorie „Jírovec u Včelního Hrádku“ na Wikimedia Commons                             | Strom se nachází na hranici bývalého parku a pole u Včelního Hrádku. V roce 2004 měl na kmeni zaschlý výron mízy, jinak je kmen bez výraznějšího poškození. Koruna je pravidelná, nízko zavětvená, bez výraznějšího prosychání. Zdravotní stav stromu byl dobrý. V roce 2019 měl nahloučené kosterní větve, vlivem růstu na okraji porostu asymetrickou korunu, větve směrem k louce sahají až k zemi, několik zlomů, na kmeni výron. |
| Lípa v Jílovém 2 †                 |         | Jílové u Prahy                                          | lípa malolistá               | 304                | 104542           |                                                                                        | Lípa rostla ve Chvojínské ulice před čp. 185. Strom byl zničen neodborným ořezem. Na místě zbyl pouze mrtvý kmen obrážející výmladky. Bez persepektivy dalšího růstu byla ochrana stromu zrušena 13. března 1996. V současné době už tu chráněná lípa není. |
| Lípa u Zlatého potoka              |         | Jílové u Prahy 49°52′58″ s. š., 14°28′41″ v. d.         | lípa malolistá               | 575                | 103542 Q26788607 | Kategorie „Lípa u Zlatého potoka“ na Wikimedia Commons                                 | Roste v osadě Horní Studené v údolí Zlatého potoka. V roce 2014 mohutný jedinec s rozložitou sekundární korunou, v úžlabí patrně dutina zakrytá stříškou již poškozenou, vitální, v koruně vazba. |
| Lípa v Borku-Vráži                 |         | Jílové u Prahy 49°53′ s. š., 14°30′11″ v. d.            | lípa malolistá               | 323                | 103541 Q26788606 |                                                                                        | V osadě Borek v ulici Na Vráži, na vrcholu kamenné zídky u vjezdu na pozemek 303, vpravo za viaduktem. Okolo vede zeleně značená turistická stezka. |
| Dub u Kytína                       |         | Kytín 49°50′37″ s. š., 14°11′53″ v. d.                  | dub letní                    | 438                | 103540 Q26788604 |                                                                                        | 600 metrů ZJZ od hájenky Kytín v areálu obory Točná. |
| Kytínský jasan                     |         | Kytín 49°51′ s. š., 14°13′5″ v. d.                      | jasan ztepilý                | 469                | 103575 Q26788640 | Kategorie „Jasan ztepilý (Kytín)“ na Wikimedia Commons                                 | Roste před kostelem na návsi. Okolo vede žlutě značená Evropská dálková trasa E10 a Svatojakubská cesta Všerubská. 2004 měl strom válcovitý kmen až do výšky 10 metrů, pak se rozvětvuje, jednostranná řídká koruna je redukována řezem, mohutné kořenové náběhy. |
| Břeková alej                       |         | Lhota u Dolních Břežan 49°57′54″ s. š., 14°24′12″ v. d. | jeřáb břek (7)               | 0                  | 103578 Q26790977 | Kategorie „Břeková alej na Závisti“ na Wikimedia Commons                               | Alej vede od přístřešku pod Závistí k arcibiskupskému altánu na Závisti. Chráněno je 7 stromů z mezernaté aleje ve špatném zdravotním stavu. Částí aleje vede žlutě značená turistická trasa, východní konec aleje je dostupný ze zeleně značené turistické stezky. |
| Lípa v Libčicích †                 |         | Libčice nad Vltavou                                     | lípa malolistá               | 362                | 104539           |                                                                                        | V areálu šroubáren. Strom rozlomen při vichřici. Z důvodu silného prosychání a špatného zdravotního stavu torza ochrana památného stromu zrušena k 16. červnu 1994. |
| Platan v Libčicích †               |         | Libčice nad Vltavou                                     | platan javorolistý           | 386                | 104541           |                                                                                        | V areálu šroubáren. Při šetření v roce 1994 zjištěno napadení hnilobou a dřevokaznou houbou v centrální dutině stromu. Z důvodu narušení statiky stromu a jeho celkově špatného zdravotního stavu zrušena jeho ochrana k 6. prosinci 1994. |
| Vaz v Libčicích †                  |         | Libčice nad Vltavou                                     | jilm vaz                     | 0                  | 104540 Q74837219 |                                                                                        | Na břehu řeky u křižovatky. Zanikl neznámo kdy. |
| Dub Na Doubí                       |         | Libeř 49°55′25″ s. š., 14°28′25″ v. d.                  | dub letní                    | 355                | 105911 Q26790532 | Kategorie „Dub Na Doubí“ na Wikimedia Commons                                          | Západně od obce téměř na konci mělkého úválu vybíhajícího do louky (pole). Jde o dvoustrom, jehož kmeny se dotýkají na úrovni bází, silnější má dvě kosterní větve. V roce 2017 mezi mohutnými kořenovými náběhy na svahu nalezeny staré plodnice houby (neurčeno). Nad loukou uříznuto několik větví, jinak velmi dobrý zdravotní stav. |
| Hraniční dub v Mordýřkách          |         | Libeř 49°56′6″ s. š., 14°29′19″ v. d.                   | dub letní                    | 273                | 105912 Q26790533 | Kategorie „Hraniční dub v Mordýřkách“ na Wikimedia Commons                             | V severovýchodním cípu lesa v lokalitě U Hrbovatek u katastrální hranice. V roce 2017 zcela zdravý jedinec s téměř pravidelnou korunou. |
| Lípy u kaple                       |         | Libeř 49°55′53″ s. š., 14°28′53″ v. d.                  | lípa malolistá (4)           | 246, 160, 250, 195 | 105913 Q26780377 | Kategorie „Lípy u kaple“ na Wikimedia Commons                                          | U kapličky asi 400 metrů severně od hranice obce. |
| Hrušeň u Věnce                     |         | Luka pod Medníkem 49°52′57″ s. š., 14°28′32″ v. d.      | hrušeň obecná                | 290                | 103539 Q26788600 |                                                                                        | V lokalitě U Věnce na mezi dělící pole a louky jako součást bývalého stromořadí ovocných dřevin. V roce 2014 jedna ze tří hlavních kosterních větví zlomená, další s poškozením v okrajích s kalusem, na bázi koruny rána po odříznuté silnější větvi (kalus). |
| Buk na Skalce †                    |         | Mníšek pod Brdy 49°52′37″ s. š., 14°15′13″ v. d.        | buk lesní                    | 370                | 103538 Q26788599 | Kategorie „Buk na Skalce“ na Wikimedia Commons                                         | Rostl u kostelíka svaté Máří Magdaleny na Skalce, pod kopcem v Mníšku po silnici vpravo, na konci vlevo do kopce. Od roku 2015 je na místě již jen pokácené torzo kmene a pařez. Okolo vede zeleně značená turistická stezka a naučná stezka Mníšek pod Brdy. V roce 2013 se buk umístil na 2. pozici ve finále soutěže Strom roku. Ochrana stromu zrušena v roce 2015. |
| Dub u Rybníčku                     |         | Mníšek pod Brdy 49°52′41″ s. š., 14°15′41″ v. d.        | dub letní                    | 533                | 106273 Q73601918 |                                                                                        | V sousedství městských zahrádek, po levé straně Řevnické ulice ve směru na Skalku, součástí VKP – Rybníček pod Skalkou. Mohutný vzrostlý exemplář dubu letního. |
| Lípa u Pivovárky                   |         | Mníšek pod Brdy 49°52′8″ s. š., 14°15′39″ v. d.         | lípa malolistá               | 420                | 105833 Q26790407 | Kategorie „Lípa u Pivovárky“ na Wikimedia Commons                                      | Na severním okraji louky Pivovárka u levého břehu Bojovského potoka. |
| V Lipkách                          |         | Mníšek pod Brdy 49°52′23″ s. š., 14°15′26″ v. d.        | lípa malolistá (95)          | 0                  | 104724 Q26790928 | Kategorie „Alej V Lipkách (Mníšek pod Brdy)“ na Wikimedia Commons                      | Alej se nachází v městské památkové zóně na spojnici středu města s poutním barokním areálem na Skalce. Z původně 97 chráněných stromů jich dnes zbývá 95. Jedním úsekem aleje prochází zeleně značená turistická stezka a naučná stezka Mníšek pod Brdy. |
| Dub v Noutonicích                  |         | Noutonice 50°9′58″ s. š., 14°16′54″ v. d.               | dub letní                    | 482                | 103537 Q26788597 | Kategorie „Dub v Noutonicích“ na Wikimedia Commons                                     | U čp. 18 na konci obce směrem na Svrkyni. Okolo vede cyklistická trasa 0080. |
| Lípa u Michova mlýna               |         | Okoř 50°10′2″ s. š., 14°15′27″ v. d.                    | lípa malolistá               | 370                | 103536 Q26788595 |                                                                                        | U bývalého Michova mlýna, směrem k trampské osadě Colorado podél Zákolanského potoka. Okolo vedou červeně značená turistická stezka a cyklistická trasa 0077. |
| Dub Na Klínku                      |         | Okrouhlo 49°54′49″ s. š., 14°27′53″ v. d.               | dub letní                    | 364                | 106456           |                                                                                        | V osadě Zahořany u místní komunikace na Libeř proti domu ev. č. 155. |
| Sirotčí dub                        |         | Okrouhlo 49°54′53″ s. š., 14°27′58″ v. d.               | dub letní                    | 310                | 106455           |                                                                                        | V osadě Zahořany u místní komunikace na Libeř. |
| Dub u Petrova                      |         | Petrov u Prahy 49°53′8″ s. š., 14°24′41″ v. d.          | dub letní                    | 318                | 103573 Q26788639 |                                                                                        | Louka na Chlomku. |
| Lípa v Petrově †                   |         | Petrov u Prahy 49°53′13″ s. š., 14°25′53″ v. d.         | lípa malolistá               | 318                | 103574           | Kategorie „Lípa v Petrově“ na Wikimedia Commons                                        | Největší ze stromů na návsi. Strom byl silně poškozen dřevomorem kořenovým. Z bezpečnostních důvodů byla lípa pokácena. Její ochrana zrušena 16. února 2016. |
| Buk na Pískách                     |         | Pohoří u Prahy 49°53′45″ s. š., 14°31′8″ v. d.          | buk lesní                    | 330                | 103532 Q26788591 | Kategorie „Buk na Pískách“ na Wikimedia Commons                                        | Na okraji lesa vlevo od cesty do chatové kolonie Drnka. Kolem stromu vede modře značená turistická stezka. |
| Buk na Skalsku                     |         | Pohoří u Prahy 49°53′24″ s. š., 14°32′19″ v. d.         | buk lesní                    | 360                | 103534 Q26788593 | Kategorie „Buk na Skalsku“ na Wikimedia Commons                                        | Roste v lese u osady Skalsko, za rybníkem Trdlač. |
| Buk u Pohoří                       |         | Pohoří u Prahy 49°53′8″ s. š., 14°32′35″ v. d.          | buk lesní                    | 299                | 103533 Q26788592 | Kategorie „Buk u Pohoří“ na Wikimedia Commons                                          | Vedle plotu lesní školky, přibližně 2 km po lesní asfaltce vpravo ze silnice Jílové–Skalsko–Těptín. Strom roste na území chráněného území Přírodní park Střed Čech. |
| Jedle nad Turyní                   |         | Pohoří u Prahy 49°52′58″ s. š., 14°31′21″ v. d.         | jedle bělokorá               | 315                | 103531 Q26788590 | Kategorie „Jedle nad Turyní“ na Wikimedia Commons                                      | Jižně od obce poblíž osad Halíře a Turyň, ve svahu bočního hřebene Kněží hory. Zdravý strom, ve spodní partii má suché větve vinou zástinu ve kterém původně vyrůstal, široké kořenové náběhy. |
| Jilm vaz u hájovny v Turyni        |         | Pohoří u Prahy 49°52′46″ s. š., 14°30′53″ v. d.         | jilm vaz                     | 298                | 106190 Q73599806 | Kategorie „Jilm vaz u hájovny v Turyni“ na Wikimedia Commons                           | U křížku na okraji lesa v těsné blízkosti hájovny v Turyni u modře značené turistické stezky. Stáří cca 100 let. |
| Jilmy u Chvátalky                  |         | Pohoří u Prahy 49°54′24″ s. š., 14°31′16″ v. d.         | jilm habrolistý (3)          | 362, 198, 318      | 103529 Q26780375 |                                                                                        | Na hranici lesa, u bývalé polní cesty Chotouň-Chvátalka, u mokřadu. V roce 2014 byl nejmohutnější jedinec z trojice zcela nebo téměř suchý (nenarašený), z kosterních větví opadává kůra, zaznamenány požerky lýkožrouta. Nejmenší z trojice s korunou omezenou růstem v těsné blízkosti dalšího jilmu. Nejníže rostoucí exemplář s kořenovými náběhy i kořeny silně ošlapanými od pasoucího se dobytka. |
| Vejmutovka v Drnkách †             |         | Pohoří u Prahy 49°53′34″ s. š., 14°30′32″ v. d.         | borovice vejmutovka          | 278                | 103535 Q26788594 |                                                                                        | Rostla v údolí Chotouňského potoka v osadě Drnka na dohled od červeně značené turistické stezky a cyklistická trasa 19. V roce 2004 měl strom spodní větve ořezány, asi od 10 metrů dvoják. V roce 2017 pozorováno silné prosychání stromu a zjištěny dutiny ve kmeni a v kotvícím kořeni a napadení dřevokazným hmyzem. Borovice následující zimu uschla. Z bezpečnostních důvodů zrušena její ochrana 28. března 2018 a doporučeno pokácení. V současné době již neexistuje. |
| Lípy za zahradami                  |         | Psáry 49°56′19″ s. š., 14°30′48″ v. d.                  | lípa malolistá (2)           | 320,280            | 103530 Q26780371 | Kategorie „Lípy za zahradami“ na Wikimedia Commons                                     | Dvě památné lípy rostou v zahradě v ulici Nad Nádržkou. V roce 2019 pozorována růstová deprese na kmeni mohutnějšího stromu, čerstvě zakrácené větve nad nově postavenou buňkou. Menší lípa je dvoják, tlakové větvení, v úžlabí kalusující prasklina. |
| Lípa ve Pticích                    |         | Ptice 50°3′4″ s. š., 14°10′38″ v. d.                    | lípa malolistá               | 328                | 103528 Q15304224 | Kategorie „Lípa ve Pticích“ na Wikimedia Commons                                       | Při průjezdní silnici ve východní části obce, vedle kapličky. Okolo vede cyklistická trasa KO2. V roce 2016 zdravý vitální strom, v bazální části koruny odstraněno několik větví, výrazné kořenové náběhy. |
| Svárovská lípa                     |         | Ptice 50°3′2″ s. š., 14°8′34″ v. d.                     | lípa malolistá               | 355                | 103571 Q12057685 | Kategorie „Svárovská lípa“ na Wikimedia Commons                                        | Na křižovatce lesních cest v lesním oddělení 57a1 u hranic obory Podkozí. Kolem vedou zeleně a modře značené turistické stezky. V roce 2016 měla lípa kmen s mohutnými kořenovými náběhy, které se ve výši 6 metrů dělí na dvě kosterní větve, které svírají úzký úhel (tlakové větvení, "sloní uši"). Koruna stromu je poměrně úzká, zdravá, zaznamenány nečetné zlomy, menší množství suchých větví. |
| Buk v Roztokách                    |         | Roztoky u Prahy 50°9′21″ s. š., 14°23′34″ v. d.         | buk lesní-červenolistý       | 386                | 103569 Q26788636 | Kategorie „Buk v Roztokách“ na Wikimedia Commons                                       | Buk roste v ulici Tiché údolí u čp. 110 na dohled od cyklistické trasy 8100. Má vysoký kmen, který se asi v 5 metrech dělí na dvě větve. V borce kmene jsou svislé rýhy. V roce 2019 byl strom v dobrém zdravotním stavu, měl několik řezných ran po odstraněných větvích, na bázi koruny mezi kmenem a odbočující větví je tlakové větvení. |
| Jinan v Roztokách †                |         | Roztoky u Prahy 50°9′25″ s. š., 14°23′42″ v. d.         | jinan dvoulaločný            | 267                | 103570 Q26788638 | Kategorie „Jinan v Roztokách“ na Wikimedia Commons                                     | Rostl v zahradě vily Alice v ulici Tiché údolí čp. 192. Ulicí vedou žlutě a modře značené turistické trasy jakožto i cyklistická trasa 8100. Strom byl dvoják, neplodící. U paty kmene byla dutina, kmen poškozený, v koruně byly duté i větve. Jeden ze kmenů jinanu se zlomil při vichřici 21. září 2018. Zbylé torzo bylo napadenou lesklokorkou ploskou. Kořenový systém byl tou dobou již silně zasažen hnilobou. Jeho degradace byla zapříčiněna povodněmi v roce 2002. Ochrana památného stromu byla zrušena 8. dubna 2019. |
| Platan v Roztokách                 |         | Roztoky u Prahy 50°9′15″ s. š., 14°23′29″ v. d.         | platan javorolistý           | 410                | 103568 Q26788633 | Kategorie „Platan javorolistý (Roztoky)“ na Wikimedia Commons                          | Roste v zahradě v ulici Tiché údolí u čp. 8. Okolo vede cyklistická trasa 8100. Kmen je u paty poškozený až na dřevo, chybí kůra. V koruně je suchá dutá větev. V roce 2019 byl strom v dobrém zdravotním stavu, kmen je u paty poškozený na dvou místech, v ráně směrem do ulice trouchniví dřevo. V rozložité koruně pozorováno několik zlomů. Byly zaznamenány dvě větší dutiny ve větvích, jedna z nich nad komunikací, větve se místy kříží. |
| Roztocká hrušeň                    |         | Roztoky u Prahy 50°9′20″ s. š., 14°23′7″ v. d.          | hrušeň obecná                | 184                | 106374           |                                                                                        | Strom roste na SZ okraji Tichého údolí, v mírně vyvýšeném travnatém pásu na rozhraní pole a cesty tvořící spojnici mezi ulicemi Legií a Na Dubečnici. |
| Dub na Závěrce                     |         | Řevnice 49°53′28″ s. š., 14°13′11″ v. d.                | dub letní                    | 385                | 103566 Q26788631 | Kategorie „Dub na Závěrce“ na Wikimedia Commons                                        | Strom roste v údolí Moklického potoka na okraji lesa v místě zvaném "Na Závěrce" na hranici přírodního parku Hřebeny. Kolem vede Fabianova naučná stezka Řevnice. Dvoják, který je proti rozlomení zajištěn svorníky, zdravý. Není viditelné žádné poškození ani napadení této dřeviny. V roce 2016 přibližně od jednoho metru výšky se kmen dělí na dvě kosterní větve (tlakové větvení), koruna ve spodních partiích je ovlivněna okolním porostem. |
| Dub v Selci                        |         | Řevnice 49°54′24″ s. š., 14°13′3″ v. d.                 | dub letní                    | 481                | 103567 Q26788632 | Kategorie „Dub v Selci“ na Wikimedia Commons                                           | Hraniční strom mezi okresy Beroun a Praha-západ, na okraji lesa a pole. V roce 2003 starý rozložitý strom, u paty stromu (při pohledu od pole vpravo) poškození kůry, rána vykazuje napadení dřevokaznými houbami. Kosterní větve z velké části proschlé nebo zcela suché. V roce 2016 prosychání koruny od roku 2007 dramaticky nepostupuje, proschlé části koruny odvrácené od cesty, rána při bázi kmene lemována kalusem, dřevo v ní trouchniví, stopy po výskytu hmyzu, centrální dutina. |
| Helenin dub                        |         | Slapy nad Vltavou 49°49′52″ s. š., 14°22′30″ v. d.      | dub letní                    | 427                | 103565 Q26788630 |                                                                                        | Roste u cesty k hájovně v lesním oddělení 29 a2. Kolem vede modře značená turistická stezka a cyklistické trasy 7, EV7 a Vltavská cyklistická cesta. V roce 2003 bez mechanického poranění na kmeni, zavětven skoro k zemi, koruna nasazena ve 2 metrech, obrost na kmeni a hlavních větvích, prosychání okolo 20%, zdravotní stav mírně zhoršený. V roce 2019 průběžný kmen s obrosty, směrem ke svahu poranění s možnou hnilobou, proschlých větví minimální. Pojmenován podle poddanými oblíbené komtesy Heleny Aichelburgové, manželky majitele slapského panství Vladimíra von Aichelburga. |
| Lípa u Přestavlk                   |         | Slapy nad Vltavou 49°48′41″ s. š., 14°24′17″ v. d.      | lípa malolistá               | 376                | 103563 Q26788628 |                                                                                        | U křížku vlevo při silnici do Přestavlk. V roce 2003 bez závažnějších poškození na kmeni, 4 hlavní větve nasazené ve výšce 2,5 metru, lanové vázání v koruně, strom po ošetření, prosychání téměř žádné, výmladky u báze odřezány. V roce 2014 stav dobrý, rozpadlá vazba, dvě poškozené větve nižšího řádu. V roce 2019 na lípě přibyla pevná podkladnicová vazba, která je vedena po obvodu všech 4 kosterních větví, jinak stav nezměněn, vedle křížku vysazena mladá lipka. |
| Lípa ve Slapech u mateřské školy † |         | Slapy nad Vltavou 49°48′49″ s. š., 14°23′52″ v. d.      | lípa malolistá               | 285                | 103564           |                                                                                        | Před mateřskou školou v centru obce u hlavní silnice. Strom oslabený tracheomykózou padl někdy kolem roku 2005 při bouři. Ochrana zrušena 17. června 2015. |
| Vrba u Tachlovic                   |         | Tachlovice 50°0′40″ s. š., 14°14′19″ v. d.              | vrba bílá                    | 730                | 103527 Q26788589 | Kategorie „Tachlovická vrba“ na Wikimedia Commons                                      | Roste na břehu Radotínského potoka, západně od obce. Měla suché větve, pahýly, odlomené suché větve v koruně. V roce 2017 se odlomená kosterní větev vlivem silného napadení sírovcem žlutooranžovým. Na bázi kmene pozorována šupinovka kostrbatá a suché silné větve. V roce 2018 byla vrba ošetřena, radikálně sníženy kosterní větve, proveden korunkový řez, odstraněna odlomená větev odstraněna, plodnice sírovce i stopy po starých plodnicích, dřevní hmota ponechaná na místě. V roce 2002 se vrba umístila na 5. pozici v anketě Strom roku. |
| Buk u Tuchoměřic                   |         | Tuchoměřice 50°7′36″ s. š., 14°17′42″ v. d.             | buk lesní                    | 371                | 103526 Q26788588 |                                                                                        | Okraj lesa JV od obce, polní cestou ze silnice do Přední Kopaniny. |
| Jasany v Tursku †                  |         | Tursko 50°11′22″ s. š., 14°19′16″ v. d.                 | jasan ztepilý (2)            | 295,397            | 103562 Q26780378 | Kategorie „Memorable ash trees in Tursko“ na Wikimedia Commons                         | U silnice Praha-Velvary u kříže v blízkosti čp. 4. Jeden ze stromů byl napaden ohňovcem obecným. Kmen prasklý ze severovýchodní strany od kosterní větve po bázi. V minulosti došlo k mechanickému odstranění borky v této části kmene patrně vlivem dopravní nehody. Vlivem rozsáhlé hniloba došlo k oddělení kmene od kořenového náběhu a balu. Hnilobou byl zasažen také kořenový systém. Navrženo pokácení stromu z bezpečnostních důvodů. Jeho ochrana zrušena 20. června 2018. U druhého jasanu proveden redukční řez. Původně troják, přišel o jeden ze svých kmenů. Poškození kosterního větvení však vedlo k celkové degradaci dřeviny. Kvůli nebezpečnému náklonu nad komunikaci a špatnému zdravotnímu stavu navrženo jeho odstranění. Ochrana zrušena 14. března 2019. |
| Holečkův dub                       |         | Úhonice 50°2′50″ s. š., 14°10′5″ v. d.                  | dub letní                    | 460                | 104538 Q26789268 |                                                                                        | Roste na kraji lesa v části zvané Bábina rokle mezi obcemi Ptice a Úhonice. V roce 2012 mohutný starý strom (udáváno cca 400 let), jedna z kosterních větví odlomená i s částí kmene, v ráně trouchniví dřevo, koruna nerozměrná, ve vrcholu poněkud prosychá, směrem do rokle až na její dno oderodovaný kořenový systém. |
| Lípa v Úhonicích                   |         | Úhonice 50°2′37″ s. š., 14°11′9″ v. d.                  | lípa malolistá               | 473                | 103561 Q26788627 | Kategorie „Lípa v Úhonicích“ na Wikimedia Commons                                      | Na návsi u pomníku padlých. V roce 1998 provedeno vázání v koruně a zastřešení dutin. V roce 2009 revize vazeb a zdravotní řez. |
| Lípa u černého křížku              |         | Úhonice 50°3′13″ s. š., 14°11′23″ v. d.                 | lípa malolistá               | 272                | 105901 Q26790519 | Kategorie „Lípa u černého křížku“ na Wikimedia Commons                                 | Za obcí na křižovatce místních cest v blízkosti křížku. Okolo vedou cyklistické trasy KO1 a KO2. |
| Vestecké lípy u památníku padlým   |         | Vestec u Prahy 49°58′51″ s. š., 14°30′25″ v. d.         | lípa velkolistá (2)          | 190,162            | 104697 Q26780369 | Kategorie „Vestecké lípy u památníku padlým“ na Wikimedia Commons                      | Dvě památné lípy rostou na návsi ve Vestci po stranách pomníku padlým. Okolo vede cyklistická trasa 8100. V roce 2009 prořezány staré větve. |
| Dub u Vonoklas (Na Vráži)          |         | Vonoklasy 49°57′2″ s. š., 14°17′48″ v. d.               | dub letní                    | 531                | 103560 Q11832540 | Kategorie „Dub u Vonoklas“ na Wikimedia Commons                                        | U panelové cesty z Nové Vráže (Černošice) směrem na Vonoklasy, na okraji lesa. Okolo vedou žlutě značená turistická trasa a naučná stezka Okolím Vonoklas. Po celé délce dutý rychle se zužující kmen. Je na konci života, ale má dostatek mladých, živých větévek. V 5 metrech má jednu silnější větev, rozvětvuje se v 7 metrech. Silné větve v spodní časti stromu již odstraněny. Vitální náhradní koruna tvořena slabšími větvemi. Podle pověsti je strom znám jako Havraní dub u Karlštejna. |
| Duby pod Vysokou                   |         | Vonoklasy 49°57′13″ s. š., 14°17′44″ v. d.              | dub letní (2)                | 410,280            | 105869 Q26780365 | Kategorie „Duby pod Vysokou“ na Wikimedia Commons                                      | Západně za obcí za zemědělskými budovami. Okolo vedou žlutě a modře značené turistické trasy a naučná stezka Okolím Vonoklas. Patrně jde o dva staré hraniční stromy, svého času vyznačující hranici zbraslavského a dobřichovického panství. Duby lemují původní cestu, která vedla podél hranic obou panství. |
| Buky ve Vraném                     |         | Vrané nad Vltavou 49°56′10″ s. š., 14°22′34″ v. d.      | buk lesní červenolistý (2)   | 355,327            | 103525 Q26780373 | Kategorie „Buky ve Vraném“ na Wikimedia Commons                                        | Dva památné stromy rostou na hřbitově. |
| Dub u pavilonu (zámečku)           |         | Všenory 49°55′43″ s. š., 14°18′6″ v. d.                 | dub letní (sloupovitý zlatý) | 471                | 103524 Q26788587 |                                                                                        | V obci v zámeckém parku u pavilonu. Okolo vede žlutě značená turistická trasa. V roce 2009 strom v dobrém zdravotním stavu, nevykazoval prosychání kosterních větví, v minulosti ošetřen, řezné rány zarůstají hojivým pletivem. Nevykazuje známky poškození ani kmenových dutin. |
| Duby u kaple ve Všenorech          |         | Všenory 49°55′34″ s. š., 14°18′3″ v. d.                 | dub letní (2)                | 245,290            | 103559 Q26780362 | Kategorie „Duby u Hrobky Všenory“ na Wikimedia Commons                                 | U cesty ke kapli svatého Jana Křtitele. V roce 2009 došlo k rozštípnutí a k rozdvojení kmenu menšího ze stromů. Ten má cca 2,5 m velkou dutinu, která zarůstá hojivým závalem, dřevní hmota v této dutině jeví známky částečného tlení. Roste v těsné blízkosti jedlovců, které mu konkurují a je jimi tísněn. Mohutnější jedinec má ulomenou jednu kosterní větev, v minulosti některé suché větve odborně odstraněny, po nich zůstala dutina a řezné plochy zarůstají pletivem. |
| Všenorský dub                      |         | Všenory 49°55′54″ s. š., 14°18′26″ v. d.                | dub letní                    | 620                | 103558 Q26788625 | Kategorie „Všenorský dub“ na Wikimedia Commons                                         | Na křižovatce v ulici Karla Majera v místě zvaném U dubu. Dříve hraniční strom mezi Všenory a Horními Mokropsy. Kmen je rozpadlý na dvě části, jedna je již neživá a seřízlá, druhá má pouze skořepinu kmene, ale zatím žije. Strom je ošetřený. Ve dřevu jsou stopy po tesaříku obrovském (Cerambryx cerdo) V roce 2009 kmen stromu je z jedné poloviny odumřelý, s velikou dutinou, která není ošetřená ani zastřešená. V kmenu jsou díry/dutinky, které jsou způsobeny hmyzem. Stávající koruna vyrůstá ze živé poloviny kmenu. |
| Zbuzanská lípa                     |         | Zbuzany 50°1′27″ s. š., 14°17′12″ v. d.                 | lípa malolistá               | 283                | 103556 Q26788622 | Kategorie „Lípa malolistá na návsi u kaple (Zbuzany)“ na Wikimedia Commons             | Na návsi u kapličky. Okolo vede cyklistická trasa 8100. Zdravotní stav dobrý, zasfaltovaná koruna, v minulých letech byl proveden neodborný řez, který způsobil velké změny v habitu a celkové velikosti. |
| Zdiměřický strom svobody           |         | Zdiměřice 49°58′44″ s. š., 14°31′54″ v. d.              | lípa velkolistá              | 240                | 106301 Q73602027 |                                                                                        | Strom se nachází mezi potokem a ulicí U Potoka v návaznosti na ulici Hrnčířskou. Solitérní lípa s pravidelně utvořenou korunou vysazena v roce 1918 k založení Československé republiky. V roce 2018 instalována bezpečnostní dynamická vazba. |
| Jilm ve Zlatníkách                 |         | Zlatníky u Prahy 49°57′22″ s. š., 14°28′37″ v. d.       | jilm habrolistý              | 398                | 103523 Q26788586 | Kategorie „Jilm ve Zlatníkách“ na Wikimedia Commons                                    | U křížku na konci obce u silnice na Libeř. Okolo vede cyklistická trasa 8100. V roce 2019 měl užší a vyšší koruna, dvě kosterní větve svírající poměrně úzký úhel, několik zlomů větví nižšího řádu, vazby. |
| Lípa ve Zlatníkách                 |         | Zlatníky u Prahy 49°57′29″ s. š., 14°28′49″ v. d.       | lípa malolistá               | 390                | 103557 Q26788624 | Kategorie „Lípa ve Zlatníkách“ na Wikimedia Commons                                    | Památný strom roste u čp. 132 na dohled od cyklistické trasy 8100. V roce 2019 z původních tří kosterních větví byla v minulosti jedna odlomena, dutina po ní je zakryta stříškou patrně již nefunkční, v koruně několik vazeb, větve v minulosti zakrácené. |
| Wasmannův smrk †                   |         | Zvole u Prahy 49°56′17″ s. š., 14°24′1″ v. d.           | smrk ztepilý                 | 204                | 103555 Q74845289 |                                                                                        | V lesním oddělení 934 c1; v r. 2003 zjištěno, že fyzicky neexistuje – zrušovací rozhodnutí nedoručeno. Ochrana stromu zrušena 20. června 2024. |